# 莫朗日斯
莫朗日斯（法語：Morangis，法語發音：[mɔʁɑ̃ʒis] ⓘ）是法国法兰西岛大区埃松省的一个市镇，属于帕莱索区。

## 地理
莫朗日斯（48°42'23"N, 2°20'5"E）面积4.8 平方千米，位于法国法蘭西島大區埃松省，该省份为法国北部内陆省份，北起上塞纳省和马恩河谷省，西接厄尔-卢瓦省和伊夫林省，南至卢瓦雷省，东临塞纳-马恩省。
与莫朗日斯接壤的市镇（或旧市镇、城区）包括：维苏、阿蒂斯蒙斯、希伊-马萨林、隆瑞莫、帕赖维埃耶波斯特、奥尔日河畔萨维尼。

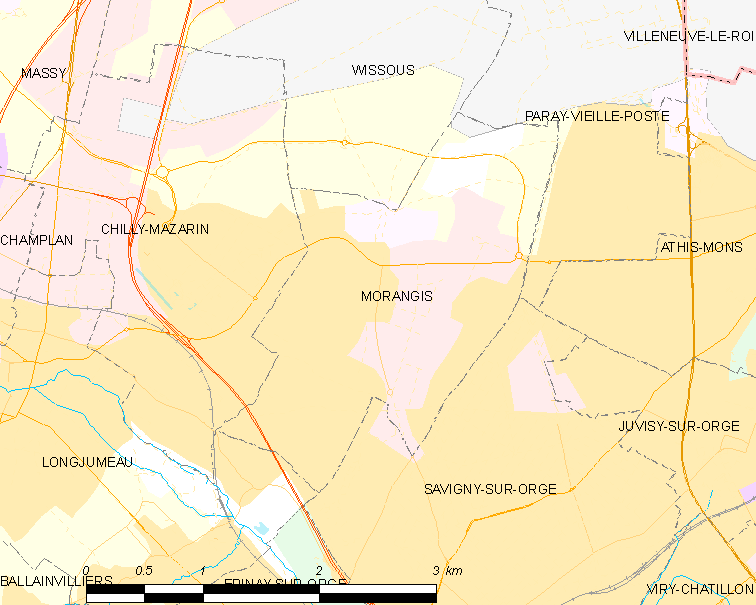
莫朗日斯的OSM定位图

莫朗日斯的时区为UTC+01:00、UTC+02:00（夏令时）。

## 行政
莫朗日斯的邮政编码为91420，INSEE市镇编码为91432。

## 政治
莫朗日斯所属的省级选区为奥尔日河畔萨维尼县。

## 人口

1962-2008年间莫朗日斯人口变化图示

莫朗日斯于2022年1月1日时的人口数量为13773人。